# Aderus callanganus
Aderus callanganus es una especie de coleóptero de la familia Aderidae. Fue descrita científicamente por Maurice Pic en 1910.